# Ranunculus bangii
Ranunculus bangii är en ranunkelväxtart som beskrevs av Alicia Lourteig. Ranunculus bangii ingår i släktet ranunkler, och familjen ranunkelväxter. Inga underarter finns listade i Catalogue of Life.